# Luc Pire
 (avril 2024).
La mise en forme du texte ne suit pas les recommandations de Wikipédia : il faut le « wikifier ».
Les points d'amélioration suivants sont les cas les plus fréquents. Le détail des points à revoir est peut-être précisé sur la page de discussion.
- Les titres sont pré-formatés par le logiciel. Ils ne sont ni en capitales, ni en gras.
- Le texte ne doit pas être écrit en capitales (les noms de famille non plus), ni en gras, ni en italique, ni en « petit »…
- Le gras n'est utilisé que pour surligner le titre de l'article dans l'introduction, une seule fois.
- L'italique est rarement utilisé : mots en langue étrangère, titres d'œuvres, noms de bateaux, etc.
- Les citations ne sont pas en italique mais en corps de texte normal. Elles sont entourées par des guillemets français : « et ».
- Les listes à puces sont à éviter, des paragraphes rédigés étant largement préférés. Les tableaux sont à réserver à la présentation de données structurées (résultats, etc.).
- Les appels de note de bas de page (petits chiffres en exposant, introduits par l'outil «  Source ») sont à placer entre la fin de phrase et le point final[comme ça].
- Les liens internes (vers d'autres articles de Wikipédia) sont à choisir avec parcimonie. Créez des liens vers des articles approfondissant le sujet. Les termes génériques sans rapport avec le sujet sont à éviter, ainsi que les répétitions de liens vers un même terme.
- Les liens externes sont à placer uniquement dans une section « Liens externes », à la fin de l'article. Ces liens sont à choisir avec parcimonie suivant les règles définies. Si un lien sert de source à l'article, son insertion dans le texte est à faire par les notes de bas de page.
- La présentation des références doit suivre les conventions bibliographiques. Il est recommandé d'utiliser les modèles {{Ouvrage}}, {{Chapitre}}, {{Article}}, {{Lien web}} et/ou {{Bibliographie}}. Le mode d'édition visuel peut mettre en forme automatiquement les références.
- Insérer une infobox (cadre d'informations à droite) n'est pas obligatoire pour parachever la mise en page.

Pour une aide détaillée, merci de consulter Aide:Wikification.
Si vous pensez que ces points ont été résolus, vous pouvez retirer ce bandeau et améliorer la mise en forme d'un autre article.
Pour les articles homonymes, voir Pire.
Luc Pire, né le 3 juin 1956 à Namur (Belgique), est un entrepreneur et éditeur belge.

## Biographie
Né à Namur le 3 juin 1956, Luc Pire est le fils d'un marchand de grains. Issu d'un milieu campagnard, il en a toujours gardé la nostalgie. Après ses humanités au collège Saint-Servais, il accomplit ses études au Centre de formation sociale (aujourd'hui HELMO-ESAS) de Liège, où il décroche son diplôme d'assistant social en 1978.

## Parcours professionnel

### Débuts
Durant ses études secondaires, Luc Pire est déjà correspondant des lycéens liégeois pour le journal Pour, hebdomadaire de gauche radicale. Il y travaille temps plein pendant ses études et y reste après l'obtention de son diplôme. Le journal périclitant, il crée et développe à Liège avec 4 amis une imprimerie coopérative durant cinq ans (Infopress-l'Atelier) avant d'être nommé directeur du Centre national Infor Jeunes. Il dynamise l'association, développe la maison d'édition Infor Jeunes,  et il crée la Carte jeunes européenne qui fut un très grand succès. Il considère néanmoins la fin de son mandat comme son plus cuisant échec. Après avoir remis sa démission, il crée sa propre société, Tournesol Conseils, spécialisée en communication institutionnelle en 1991.

### Éditions Luc Pire
C'est en 1994 que Luc Pire crée la première maison d'édition qui porte son nom. Les groupes de presse Vlan-Rossel et Grenz-Echo entrent dans son capital en 1999. Luc Pire cède 76% des parts de la société à RTL TVI en 2005. Fin 2007, il rachète Labor Littérature. Trois mois plus tard, le 6 mars 2008, pour récupérer les droits d’un de ses recueils de nouvelles, détenus par Labor, et pour éviter les coûts d'un procès, Thomas Gunzig, ceinture marron de karaté, provoque en duel Luc Pire, ceinture rouge de taekwondo, pendant la Foire du livre de Bruxelles. Le combat se termine par la victoire de l'auteur qui récupère ainsi ses droits,.
À la suite de divergences de vues avec le groupe Bertelsmann, propriétaire de RTL, Luc Pire cède la totalité de ses parts dans la maison d'édition en 2010, mais négocie pour récupérer son nom et récrée dans la foulée une nouvelle société des Éditions Luc Pire,. En janvier 2011, il annonce confier la direction de cette nouvelle maison à Laurence Housiaux, tout en restant actionnaire majoritaire du groupe. Un an plus tard, il cède la société à ses collaborateurs.
En 2018, Livres Hebdo consacre un dossier à l'édition belge. Dans l'article « Les huit personnages qui ont façonné l'édition belge », sous le titre « Luc Pire, le Bernard Fixot belge », Livres Hebdo écrit : « Luc Pire est un homme de coups, un vrai éditeur commercial. Dans un pays ou la figure de l'éditeur n'est pas connue du grand public, il est, entre 1994 et 2007, un people qui raconte dans la presse sa passion pour le cyclisme ou les arts martiaux. Comme Bernard Fixot ou Michel Lafon en France, il sait publier les ouvrages en lien avec l'actualité, éditer les stars avec un gros rythme de nouveautés et un appui des médias, d'autant plus que les groupes de presse  Vlan/Rossel et Grenz Echo entrent dans son capital en 1999. On lui doit le succès du caricaturiste Pierre Kroll et la relance de la Foire du livre de Bruxelles en 1998. Il fut au début des années 2000 le porte-étendard de l'édition numérique et a repris plusieurs catalogues prestigieux avant de rejoindre pour un temps le groupe RTL. Aujourd'hui il ne publie plus ».
En 2018 encore, l'hebdomadaire Télémoustique le décrit comme suit dans l'article « Le rendez-vous des rebelles » : « Luc Pire, l'infatigable. La vie de Luc Pire, un grand nom de l'édition belge, - qui n'est d'ailleurs plus éditeur du tout depuis 2012 - est un tourbillon. Ce créatif est aujourd'hui un business angel, qui accompagne et conseille de jeunes entrepreneurs à travers le Venturelab. Militant hyperactif d'Amnesty, obsédé par la mobilité douce, il a longtemps habité sa cité ardente adorée avant de migrer vers la campagne liégeoise, du côté d'Olne ».
En 2022, (Christophe Charlot in Trends-Tendance, 20 octobre 2022, p.17), "Luc Pire reprend du service et relance une société. Son nom? From belgium Witloof. Son secteur ? Les NFT, ce fameux fichiers numériques auxquels un certificat d'authenticité a été attaché.  (...) l'entrepreneur de 66 ans s'est associé à plusieurs jeunes, dont Rayan Kassir rencontré au Venturelab et Sandrine Francis. Concrètement, Witloof se positionne comme une "maison d'édition du Web 3.0". (...) Dans ses statuts Witloof a prévu de systématiquement reverser des fonds à des ONG et des bonnes causes."
Le 25 octobre 2023, Le Soir (A.L. - Alain Lallemand p.17) sous le titre "Luc Pire à nouveau éditeur" précise : "La faillite, cet été, de Renaissance SA, propriétaire des marques La Renaissance du Livre et Editions Luc Pire, a permis à Luc Pire de récupérer la marque homonyme, laquelle ne sera pas restée longtemps en rayon : la toute jeune maison d'édition Altura lui a proposé de racheter sa marque et d'en faire une nouvelle collection à part entière que l'éditeur dirigera (...). Voilà donc Luc Pire de retour dans l'édition, comme co-directeur d'une collection à son nom (...)." Le 27 octobre 2023, dans La Meuse (Luc Gochel p.10) Luc Pire déclare : "Mon ambition est de lancer entre 6 et 8 livres par an (...) dans mes passions que sont la lutte contre la pauvreté, les droits de l'homme (NDLR : il est administrateur à Amnesty International) et le développement durable".

#### Ouvrages publiés
- Histoires allumées de Jean-Luc Fonck
- Entre les mailles du filet de Marc J. Hermant

#### Autres auteurs publiés
- Nicolas Ancion
- Thomas Gunzig
- Pierre Kroll
- Patrick Moriau
- Nawal El Saadawi
- Sondron
- Yves Wellens

### Reconversion
En 2014, à l'instigation de Bernard Surlemont, professeur à HEC-École de gestion de l'université de Liège, Luc Pire co-fonde, avec lui et deux autres partenaires, le VentureLab, « premier incubateur en Belgique francophone pour Étudiants entrepreneurs et jeunes diplômés »,.
En 2024, Luc Pire rejoint la politique chez Ecolo.